# 広島県道463号津之郷山守線
広島県道463号津之郷山守線（ひろしまけんどう463ごう つのごうやまもりせん）は、広島県福山市を通る一般県道である。

## 概要
福山市津之郷町大字津之郷と福山市駅家町大字上山守に至る。

### 路線データ
広島県告示第129号に基づく起終点および重要な経過地は次のとおり。
- 起点：福山市津之郷町大字津之郷（福山市津之郷町[1]：広島県道378号御幸松永線新道交点）
- 終点：福山市駅家町大字上山守（福山市駅家町大字山守[1]：山守交差点、広島県道392号中野駅家線・広島県道396号柞磨駅家線終点、広島県道395号川南近田線交点）
- 実延長：5.567 km[注釈 1][1]

## 歴史
- 1977年（昭和52年）2月22日 - 広島県告示第129号により認定[1]。
- 2018年（平成30年）
  - 3月30日 - 広島県告示第310号[2]・311号[3]・313号[4]・314号[5]により津之郷町大字津之郷において拡幅および路線延伸区間が供用開始[注釈 2]
  - 3月31日 - 山陽自動車道 福山SAスマートインターチェンジが供用開始[6]。

## 路線状況
路線の中間部に俄峠、俄山峠などと呼ばれる峠があり、この峠を越える区間は自動車通行不能。俄山弘法大師堂までは舗装されているが、それより北側は未舗装の山道となり、山守手前で再び舗装路となる。

### 重複区間
- 広島県道396号柞磨駅家線（福山市大字駅家町今岡 - 福山市駅家町大字上山守・山守交差点（終点））

### 道路施設

#### 橋梁
- 弘法大橋（山陽自動車道、福山市津之郷町大字津之郷）
- 山守橋（芦田川、福山市駅家町大字上山守、広島県道396号柞磨駅家線重複区間内）

### 通行不能区間
- 福山市津之郷町大字津之郷 - 福山市駅家町大字今岡

### 並行する旧街道
- 俄来越（にわきごえ）[7]

## 地理

### 通過する自治体
- 広島県
  - 福山市

### 交差する道路
| 交差する道路                                                                         | 交差する場所       | 交差する場所          |
| ------------------------------------------------------------------------------------ | ------------------ | --------------------- |
| 広島県道378号御幸松永線 / 新道                                                       | 津之郷町大字津之郷 | 起点                  |
| 広島県道378号御幸松永線 / 現道                                                       | 津之郷町大字津之郷 |                       |
| E2 山陽自動車道                                                                      | 津之郷町大字津之郷 | 21-1 福山SAスマートIC |
| 通行不能区間                                                                         |                    |                       |
| 広島県営広域営農団地農道芦品地区                                                     | 駅家町大字今岡     |                       |
| 広島県道396号柞磨駅家線 重複区間起点                                                 | 駅家町大字今岡     |                       |
| 広島県道392号中野駅家線 広島県道395号川南近田線 広島県道396号柞磨駅家線 重複区間終点 | 駅家町大字上山守   | 山守交差点 / 終点     |

### 沿線
- E2 山陽自動車道 福山SA（福山市津之郷町大字津之郷） - ウェルカムゲートおよびスマートインターチェンジ併設。
- 広島県立福山特別支援学校（福山市津之郷町大字津之郷）
- 俄谷砂留（福山市津之郷町大字津之郷）
- 本谷川砂留（福山市津之郷町大字津之郷）
- 俄山不動明王院（福山市津之郷町大字津之郷）
- 俄山弘法大師堂（弘法さん）（福山市津之郷町大字津之郷）
- 中国自然歩道
- 福山市立宜山小学校（福山市駅家町大字津之郷）

### 峠
- 俄峠（福山市）